# Kvadrilijun
Kvadrilijun je broj jednak tisući trilijardā, odnosno milijunu trilijuna, odnosno milijunu na četvrtu potenciju. U dekadskom sustavu zapisuje ga se jedinicom i 24 nule: 1 000 000 000 000 000 000 000 000, a u eksponencijalnom prikazu kao 1024.
U zemljama engleskog govornog područja, gdje se služe tzv. kratkom skalom, kvardilijun (engl. quadrillion) je 1015,  odnosno ono što je u hrvatskom jeziku bilijarda.